# Mary Harris Jones
Mary Harris "Mother" Jones (1837 – 30 de novembro de 1930) foi uma professora e costureira americana de origem irlandesa que se tornou uma proeminente líder trabalhista e organizadora comunitária.
Ela ajudou a organizar grandes greves e foi co-fundadora da Industrial Workers of the World.
Jones trabalhou como professora e costureira, mas depois que seu marido e todos os seus quatro filhos morreram de febre amarela, em 1867, e sua loja de vestidos foi destruída no Grande Incêndio de Chicago de 1871, começou a trabalhar como organizadora para o Knights of Labor e o sindicato de mineradores United Mine Workers. A partir de 1897, com cerca de 60 anos de idade, ela ficou conhecida como Mother (Mãe)Jones. Em 1902, ela era chamada de "a mulher mais perigosa da América", pelo seu sucesso na organização de mineiros e suas famílias contra os proprietários das minas. Em 1903, para protestar contra a aplicação frouxa das leis de trabalho infantil nas minas e tecelagens de seda da Pensilvânia, ela organizou uma marcha de crianças de Filadélfia até a casa do presidente Theodore Roosevelt, em Nova York.
A revista Mother Jones, fundada em 1970, recebeu o nome em sua homenagem.

## Início da vida
Mary Harris Jones nasceu no lado norte da cidade de Cork, Irlanda, filha de arrendatários católicos romanos, Richard Harris e Ellen (nascida Cotter) Harris. Sua data exata de nascimento é incerta; ela foi batizada em 1 de agosto de 1837. Mary Harris e sua família foram vítimas da Grande Fome, assim como muitas outras famílias irlandesas. Esta fome levou mais de um milhão de famílias, incluindo o casal, a emigrar para a América do Norte. Devido à morte de fome e a emigração em massa, a população da Irlanda caiu cerca de 20% a 25%.

## Anos de formação

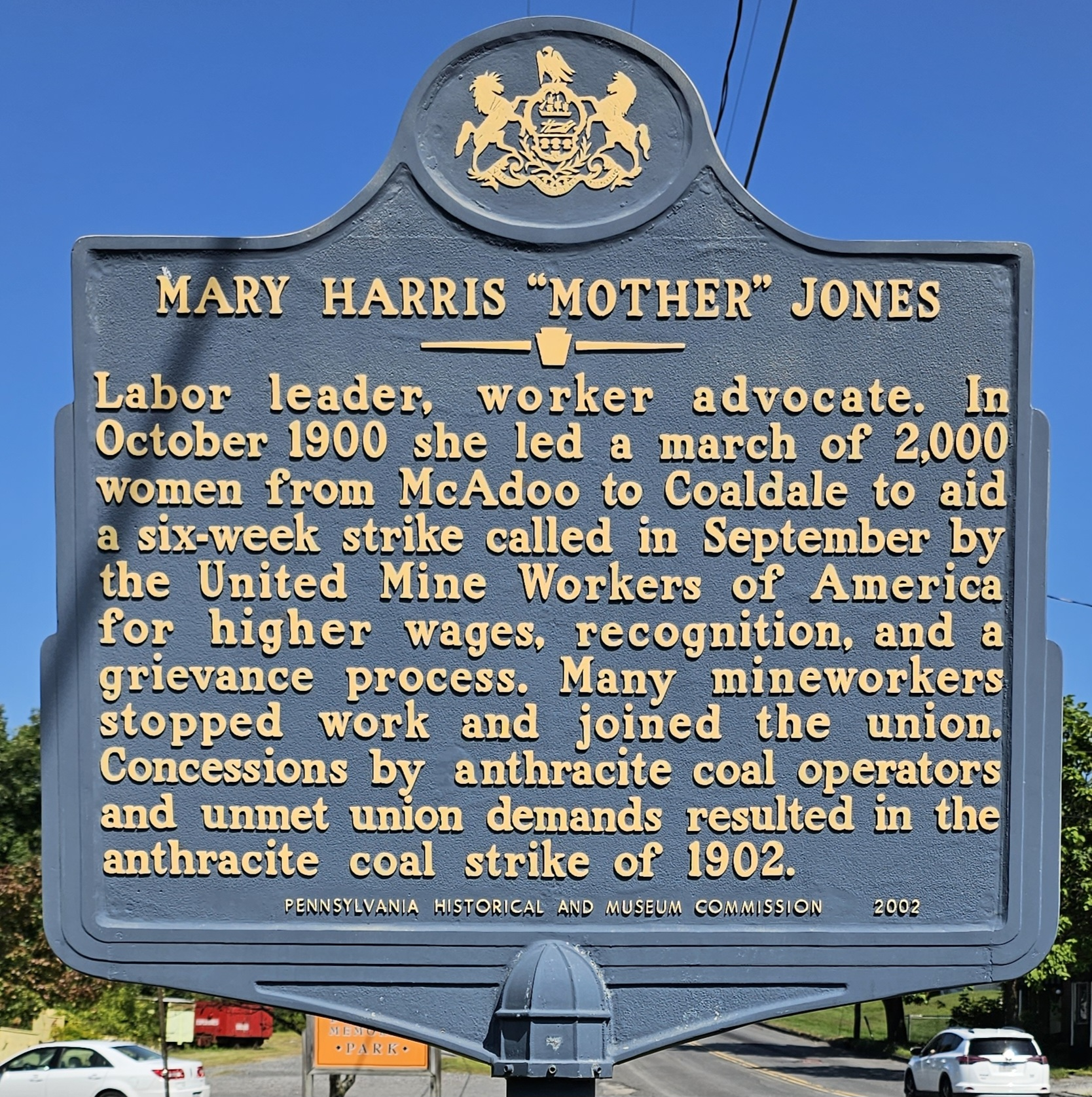
Marcador histórico para Mother Jones no Miners Memorial Park em Coaldale, Condado de Schuylkill, Pensilvânia.

Mary era  adolescente quando sua família emigrou para o Canadá. No Canadá (e mais tarde nos Estados Unidos), a família de Harris fora vítima de discriminação devido à sua condição de imigrante, bem como a sua religião católica. Mary recebeu uma educação em Toronto na Toronto Normal School, que era gratuita e ainda pagava uma bolsa para cada aluno de um dólar por semana para cada semestre concluído. Então ela não apenas estudou em uma escola de graça e conquistou seu diploma; ela estava sendo paga por isso. Com a idade de vinte e três anos, ela se mudou para os Estados Unidos. Ela tornou-se professora em um convento em Monroe, Michigan, em 31 de agosto de 1859. Ela recebia oito dólares por mês, mas a escola foi descrita como "deprimente".[5] Depois de se cansar de sua profissão assumida, ela se mudou primeiro para Chicago e, em seguida, para Memphis, onde em 1861 casou-se com George E. Jones, um membro e organizador da National Union of Iron Moulders, que mais tarde se tornou o Internacional Moldadores e Fundição de Sindicato de Trabalhadores da América do Norte, que representa os trabalhadores especializados na construção e reparação de motores a vapor, fábricas e outros bens manufaturados. Mary decidiu deixar a profissão de docente e, eventualmente, abriu uma loja de roupas, em Memphis, na véspera da Guerra Civil.
Dois pontos de virada aconteceram na sua vida. O primeiro, e mais trágico, foi a perda de seu marido George e seus quatro filhos, três meninas e um menino (todos menores de cinco anos), em 1867, durante a epidemia de febre amarela em Memphis, Tennessee. Após essa tragédia, ela voltou para Chicago para começar outra confecção. Em seguida, quatro anos mais tarde, ela perdeu sua casa, loja, e posses no Grande Incêndio de Chicago de 1871. Este enorme incêndio destruiu muitas casas e lojas. Jones, como tantos outros, ajudou a reconstruir a cidade. De acordo com sua autobiografia, isso levou a se juntar aos Knights of Labor. Ela começou a organizar greves. Primeiramente as greves e protestos foram um terrível fracasso e, normalmente, terminavam com a polícia atirando e matando numerosos manifestantes. A Revolta de Haymarket de 1886 e o medo do anarquismo e revolução incitados pelas organizações sindicais, resultou no fim dos Knights of Labor. Com o fim da organização, Mary Jones se envolveu principalmente com os United Mine Workers. Ela frequentemente liderava grevistas da UMW em piquetes e incentivou funcionários a permanecerem em greve quando a administração trouxe fura-greves e milícias. Ela acreditava fortemente que os "homens trabalhadores mereciam um salário que permita as mulheres a ficarem em casa para cuidar de seus filhos." Por volta deste tempo, as greves foram ficando mais bem organizadas e começaram a produzir melhores resultados, tais como melhores salários para os trabalhadores.
Outra fonte de sua transformação em organizadora, de acordo com o biógrafo Elliott Gorn, foi sua formação católica romana e seu relacionamento com seu irmão, padre William Richard Harris. Ele era professor, escritor, sacerdote católico romano e diretor da Niagara Peninsula (em St. Catharines) na Diocese de Toronto, que estava "entre os melhores e mais conhecidos clérigos em Ontário", mas de quem ela teria sido afastada. Seu ponto de vista político pode ter sido influenciada pela greve ferroviária de 1877, pelo movimento trabalhista de Chicago e pela revolta de Haymarket e depressão de 1886.
Ativa como organizadora e educadora em greves em todo o país, na época, ela esteve com o UMW e o Partido Socialista da América. Como sindicalista, ela ganhou proeminência em organizar as esposas e filhos dos trabalhadores em greve nas manifestações em seu nome. Ela foi designada como "a mulher mais perigosa da América" por um procurador do distrito da Virgínia Ocidental, Reese Blizzard, em 1902, em seu julgamento, por descumprir uma liminar proibindo reuniões por mineiros. "Aí está a mulher mais perigosa da América", anunciou Blizzard. "Ela entra em um estado onde a paz e a prosperidade reina... acena com o dedo [e] vinte mil homens contentes baixam suas ferramentas e vão embora."
Jones estava ideologicamente separada de muitas das outras mulheres ativistas dos dias pré-19ª Emenda, devido à sua aversão ao sufrágio feminino. Ela foi citada como dizendo que "você não precisa de votos para causar barulho!" Sua oposição às mulheres a assumir um papel ativo na política foi baseada em sua crença de que a negligência da maternidade era uma das principais causas da delinquência juvenil. Ela tornou-se conhecido como uma oradora carismática e eficaz ao longo de sua carreira. Um apaixonada oradora pública, ela iria animar a sua retórica com personagens reais e folclóricos e métodos eivados de humor para irritar o público, fazendo uso de palavrões, xingamentos, e sagacidade. Ocasionalmente, ela usava adereços, auxílios visuais e acrobacias para efeito dramático. Sua oratória envolvia geralmente alguma história pessoal em que ela, invariavelmente, "denunciava" uma forma de autoridade ou outra. Uma vez, ela abordou um grupo de grevistas que tinha acabado de sair de uma igreja onde o padre pregava que todos eles deveriam retornar ao trabalho, e que sua recompensa seria no céu. Mother Jones, abordando esta mesma multidão em um campo aberto, lembrou-lhes de que eles estavam em greve para que eles e suas famílias pudessem ter um pouco do céu [aqui na terra] antes de morrer. Ela desdenhava sacerdotes e ministros, referindo-se a eles como "pilotos do céu". Professando ser agnóstica, ela disse que "o trabalho deve ser sua própria religião". 
Com 60 anos de idade, ela efetivamente assumiu a persona de "Mother Jones",  afirmando ser mais velha do que ela era, na verdade, vestindo vestidos pretos fora de moda e referindo-se a trabalhadores do sexo masculino que ela ajudava como "seus meninos". A primeira referência a ela na imprensa como Mother Jones foi em 1897.

## Prisão e conquistas
Durante a greve de 1912, em Painted Creek-Cabin Creek, West Virginia, Mary Jones chegou em junho de 1912, a falar e a organizar, apesar de um tiro de guerra entre os membros da United Mine Workers e o exército privado dos proprietários das minas. A lei marcial na área foi declarada e rescindida duas vezes antes de Jones ser presa em 13 de fevereiro de 1913 e levada diante de um tribunal militar. Acusada de conspiração para cometer assassinato entre outras acusações, ela se recusou a reconhecer a legitimidade de sua corte marcial. Ela foi condenada a vinte anos na penitenciária do estado. Durante a prisão domiciliar em Mrs. Carney Boarding House, ela adquiriu um perigoso caso de pneumonia.
Depois de 85 dias de confinamento, sua libertação coincidiu com o início de uma investigação do Senador de Indiana John Worth Kern para as condições no local de minas de carvão. Mary Lee Settle descreve Jones, desta vez em seu romance de 1978 The Scapegoat. Vários meses mais tarde, ela ajudou a organizar mineiros de carvão no Colorado. Mais uma vez ela foi presa, servindo algum tempo na prisão, e foi escoltada do estado nos meses antes do massacre de Ludlow. Após o massacre, ela foi convidada para um encontro cara-a-cara com o proprietário das minas de Ludlow, John D. Rockefeller, Jr. A reunião prontificou Rockefeller a visitar as minas do Colorado e introduzir reformas há muito desejadas.

## Anos finais

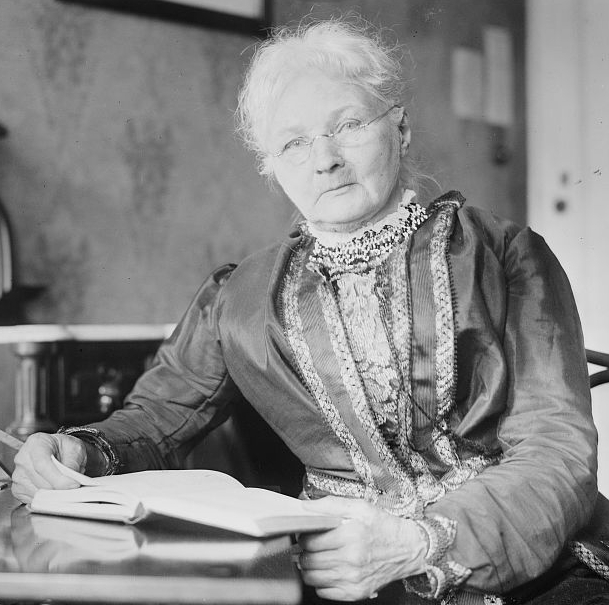
Jones foi denunciada no plenário do Senado dos Estados Unidos como a "avó de todos os agitadores."

Em 1924, Jones voltou ao tribunal novamente, desta vez enfrentando acusações de difamação, calúnia e sedição. Em 1925, Charles A. Albert, publisher do incipiente Chicago Times, ganhou indenização de $350.000 contra Jones. Jones manteve-se sindicalista para a UMW nos anos 1920 e continuou a falar em assuntos do sindicato até quase sua morte. Ela lançou seu próprio relato de suas experiências no movimento operário, como The Autobiography of Mother Jones (1925). Durante seus últimos anos de vida, Jones viveu com seus amigos Walter e Lillie May Burgess em sua fazenda, no que é agora Adelphi, Maryland. Ela comemorou o seu auto-proclamado 100º aniversário lá em 1 de Maio de 1930 e foi filmada fazendo uma declaração para um cinejornal.

## Morte
Mary Harris Jones morreu em Silver Spring, Maryland, com 93 anos de idade, em 30 de novembro de 1930.

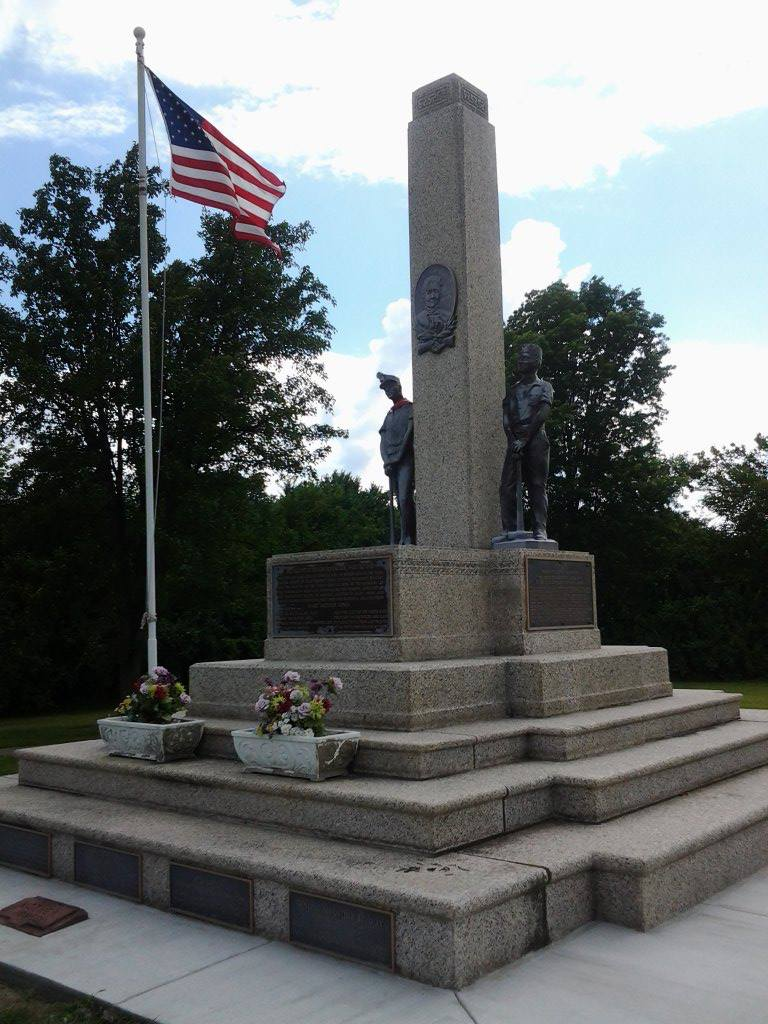
Túmulo de Mother Jones no Sindicato dos Mineiros no Cemitério do Monte das Oliveiras, Illinois